# Marco Antonio Carrillo Méndez
Marco Antonio Carrillo Méndez (1956-2015), fue un arquitecto y promotor cultural mexicano nacido en la Ciudad de México el 8 de mayo de 1956 y fallecido en la ciudad de Puebla el 29 de mayo de 2015. Su labor como Presidente Honorario de la Casa de Cultura Étnica Popoloca "Xinatitiqui Kicia" consistió en estudiar y contribuir al rescate y difusión de costumbres y tradiciones de la región de Tehuacán.

## Biografía
Nació en la Ciudad de México el 8 de mayo de 1956, pasó su infancia en Zapotitlán Salinas, de donde partió para realizar sus estudios de arquitectura en el Instituto Politécnico Nacional en la Ciudad de México de 1976 a 1981. Posteriormente emigró a la ciudad de Tehuacán donde vivió la mayor parte de su vida.

## Estudios
- Egresado del Instituto Politécnico Nacional en donde se graduó como Ingeniero-Arquitecto siendo integrante de la generación 1976-1981.
- Diplomado en Desarrollo Urbano en la UNAM (1980).
- Diplomado en Diseño Gráfico en el Claustro de Sor Juana (1981)
- Diplomado en Dirección y Gerencia Social Universidad de las Américas Puebla (UDLAP) (2015)

## Trayectoria
El arquitecto Carrillo fue Colaborador del Departamento de Difusión Cultural ESIA-IPN (1979-1980), 
Becario Suplente de la Organización de Estados Americanos (OEA) en manejo y comercialización de artesanías mexicanas en el extranjero, postulado por el Gobierno del Estado de Puebla y el IPN (1981), Promotor Cultural Comunitario independiente desde 1982, productor de programas culturales para televisión en Tehuacán (de 1996 a 1998). 
Sin embargo fue ampliamente conocido en los ámbitos cultural y educativo por ser Presidente Honorario de la Casa de Cultura Étnica Popoloca “Xinatitiqui Kicia” desde 1998 hasta su fallecimiento.
Entre otras participaciones destacadas fue Ponente en el Parlamento de Derechos Humanos del Congreso de la Unión, con el tema: “Comida típica de Tehuacán” (noviembre de 2011).
En 2012 organizó el Primer Foro Interdisciplinario, Participativo y Comunitario “En la Diversidad Lingüística, Cultural y Ambiental del Vértice Tehuacano”, un Encuentro Internacional de Lingüística realizado en coordinación con Jean Léo Léonard, especialista en lenguas y catedrático de la Universidad La Sorbona de París, Francia y coautor del libro Parlons Mordve ISBN 2-296-00147-5. Evento en el que participaron investigadores de la Universidad Nacional Autónoma de México (UNAM), de la Escuela Nacional de Antropología e Historia (ENAH) y del Instituto Nacional de Lenguas Indígenas (INALI).

## Lema
"La hoja del maíz enlaza nuestra historia, 
diez mil años de proezas constantes nos transforman 
y cual guerreros trashumantes, defendemos nuestra esencia, 
raíz de nuestra etnia, razón de nuestra fuerza... 
sostén de nuestra fe".
- Marco Antonio Carrillo Méndez